# Chrysopelopia corusca
Chrysopelopia corusca är en tvåvingeart som beskrevs av Harrison 1978. Chrysopelopia corusca ingår i släktet Chrysopelopia och familjen fjädermyggor.
Artens utbredningsområde är Zimbabwe. Inga underarter finns listade i Catalogue of Life.